# ティボドー
ティボドー（英: Thibodaux [ˈtɪbədoʊ]）はアメリカ合衆国ルイジアナ州の都市であり、ラフォーシュ郡の郡庁所在地である。郡北西部に位置し、バイユー・ラフォーシュが市の中心部を流れる。2020年の国勢調査時点の人口は15,948人であった。ティボドーはホウマ–バイユー・ケイン–ティボドー大都市統計地域における主要都市である。
ティボドーの愛称は「ラフォーシュ郡の女王の都市」で、ニコルズ州立大学がキャンパスを構えている。

## 歴史

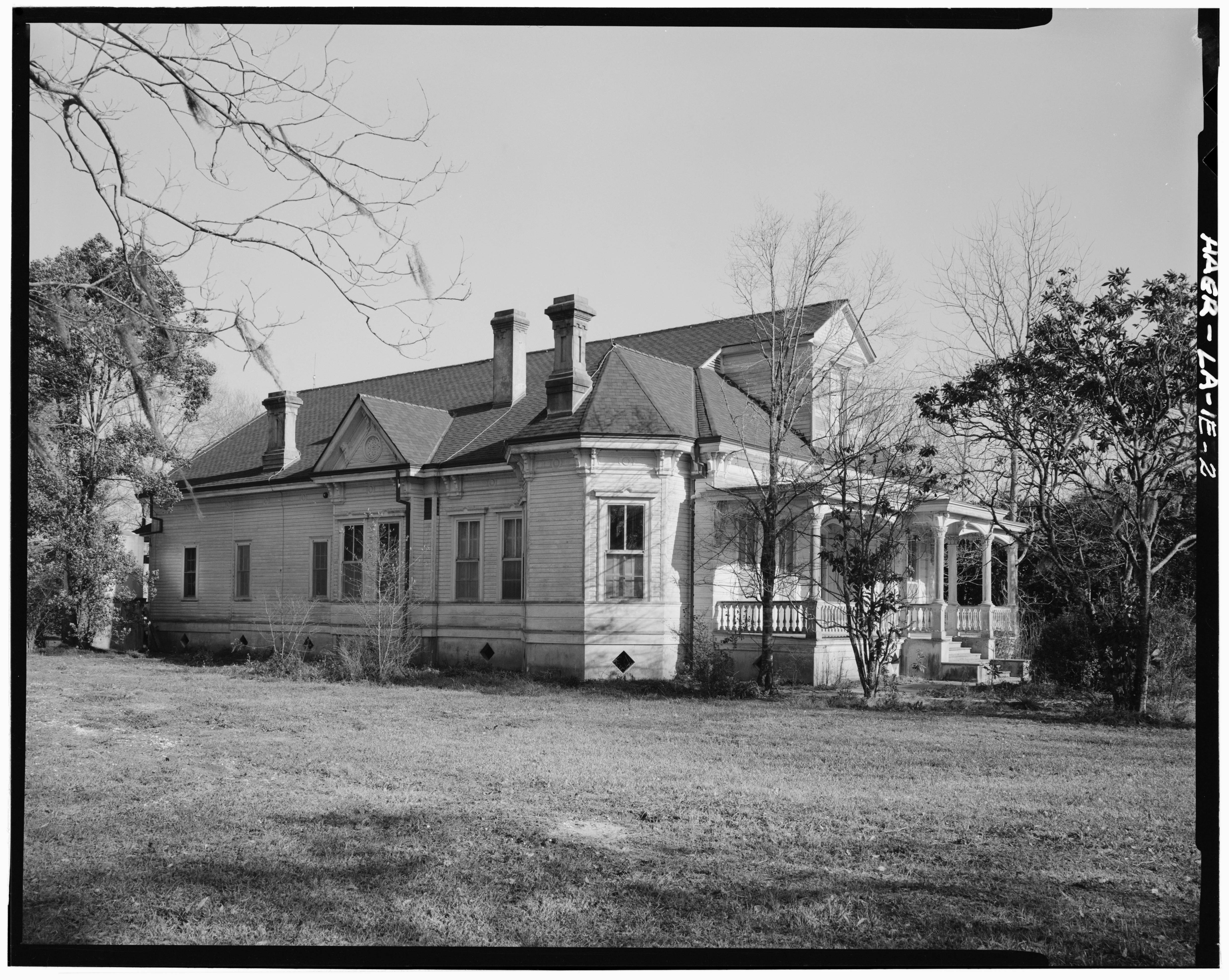
ティボドー南部に位置するローレル・ヴァレー・プランテーションのビッグ・ハウス

確認されている最初のティボドー地域のネイティヴ・アメリカンは、バイユー・ラフォーシュ上流に住んでいたチチマシャ族の血縁族チャワシャ族であった。ヨーロッパからの最初の入植者がこの地域に到達したのはルイジアナがスペイン領Luisianaであった18世紀である。当時の人々はフランス国籍を持った者、ルイジアナ生まれのフランス系およびドイツ系のクレオールであり、続いて入植したのはスペイン系、フランス系アカディアンの移民たちであった。やがて入植者たちは拘束した形でアフリカ人を奴隷として輸入するようになり、米、サトウキビのプランテーションの開拓と労働に使用した。
1803年、ルイジアナ買収の一環として、アメリカ合衆国はフランスよりルイジアナを取得した。これは当時の第一統領であったナポレオンの決断によるもので、後にハイチとなるサン＝ドマング統治の失敗、差し迫る大英帝国との戦争の危機が背景にあった。現在のルイジアナ州はオーリンズ準州となり、そして1805年、準州議会は10郡を設立。そのうちの一つがラフォーシュ郡（County of Lafourche、後にLafourche Parish）であった。 これにより他の地域にいたアメリカ人がこの地域に入植し始めた。
1808年にはバイユー・ラフォーシュの西岸に交易所と「ティボドーヴィル（Thibodeaux）」として知られるようになる小さな村が設立された。これはバイユー・ラフォーシュとバイユー・テレボーンの合流地点という戦略的に有利な場所だったからである。1820年代には、この村はこの地域のサトウキビ産業の中心地に成長した。この入植地は1830年、正式に「ティボドーヴィル （Thibodeaux）」という名称の町となった。名称はアカディからの逃亡者の息子で、開拓者のヘンリー・スカイラー・ティボドー（Henry Schuyler Thibodaux、1769年 - 1827年）にちなんで名付けたものであった。彼はこの地のヴィレッジ・センター用の土地を提供し、副知事だった1824年にルイジアナ州の知事職を引き継いでいる。この地域は南北戦争前の時期にサトウキビのプランテーションとして開発され、ティボドーはこの地域の交易の中心的存在であった。サトウキビは重要な農産品であった。1838年、町の名前は「ティボドー（Thibodeaux）」に短縮された。現在の名称の綴り（Thibodaux）は1900年に正式名称となったものと見なされている。
1896年、郵便の農村地区無料配送サービス（当時は農村地区には戸別の配送がされておらず、受取人が自ら遠方の郵便局まで取りに行くか、有料の配送サービスを利用するかしなければならなかった）は、ルイジアナ州ではティボドーで初めて導入された。これは全米でも2例目であった。

### 南北戦争
1863年6月20日、テキサス州南軍騎兵隊が連合軍を攻撃してティボドーを掌握した。テキサス州南軍騎兵隊員のベンジャミン・フランクリン・"フランク"・ピアスは彼の姉に宛てた1863年7月1日付の手紙の中で彼の馬ロウディの勇気と再建されたジャクソン通り橋に向けた騎兵隊の突撃について、誇らしげに説明している：
（ティボドー）ヴィルへの突撃の際のロウディをあなたに見せたかった。私はこれ以上の騎兵隊の馬を見たことがなかった。この突撃のための連隊の馬はクランプ中尉大佐が300頭ほど選定していましたが、中でもロウディは敵の火に堪え、銃にも（原文ママ）、騎手よりも素晴らしかった。卑怯なヤンキーどもは、[ティボドーの]橋を渡ったところで私たちを皆殺しにするところでしたが、彼らは3回撃っただけで、慌てて逃げ、大きな叫び声を上げました。1時間ほどで私たちは町に入り、私たちが勝者となったのです...

### リコンストラクション後とティボドー大虐殺
19世紀後半、リコンストラクションを経て、白人の民主党員たちは、黒人の投票を抑圧したホワイト・リーグなどの準軍事組織による不正選挙や暴力行為によって州政府の支配権を取り戻した後も、州政府に対する権力を強化し続けた。1880年代後半には、一時的にポピュリストの異人種連合と共和党から挑戦を受けた。この時期、黒人は熟練した砂糖生産労働者であったため、州北部で綿花プランテーションの小作農や小作人として働いていたアフリカ系アメリカ人よりも、一時的に多くの権利と政治的権力を保持していた。
しかし1880年以降、ルイジアナ砂糖生産者協会を通じて、約200の主要農園主が奴隷使用の復活と労働者の支配権を取り戻そうと活動し、均一賃金の導入、収穫後まで労働者の賃金の80%を保留すること、そして現金の代わりに農園主所有の農園店でのみ使用可能な臨時紙幣（スクリプ）の受け取りを強制した。サトウキビ労働者はこれらの条件に抗議し、断続的にストライキを行なった。
1886年、労働条件の改善を求める運動組織、労働騎士団（Knights of Labor）はシュリーブポートに支部を組織し、より良い労働条件を求める多くのサトウキビ労働者を集めた。ラフォーシュと近隣の3つの郡で発生したサトウキビ労働者のストライキには、サトウキビ収穫の重要な「ローリング期」に1万人の労働者（うち1,000人は白人）が参加した。農園主たちは、外部の労働者団体の存在と、収穫量を失う可能性の両方に不安を抱いた。州知事は農園主の要請に応じて州兵を召集、彼らはスト破りの労働者を保護し、黒人労働者を強制退去させた。ストライキはテレボーン郡で鎮圧された。
準軍事組織は、多くの黒人労働者が避難していたティボドーを封鎖した。ニューオーリンズの新聞は、「ここ3週間、町の黒人女性たちは、白人男性たちが武器を使うようなことがあれば町を焼き払い、サトウキビ収穫用ナイフで白人女性と子供たちの命を奪うだろうと脅しをかけた」と報じた。。同様に、この動きが山場へと向かうまでの数日間には、「一部の黒人女性が、町の人々と地域社会を公然と脅迫し、町の家屋を全て破壊すると宣言した」と報じられており、「少なからぬ黒人が、もし戦闘が始まった場合は万全の備えをしていると豪語していた」とも報じられている。。ある歴史家は次のように付け加えている。
11月21日になっても、自信に満ちた、あるいはおそらくは虚勢を張った態度で振る舞う人々が歩道には存在した。ラフォーシュ郡のライヴ・オーク・プランテーションの所有者、リチャード・ピューの未亡人、メアリー・ピューは次のように証言した。「1人、あるいは2、3人のグループの黒人男性たちが肩に銃を担いで街へ向かうところに出会いました。そして、両側にいた黒人女性が彼らに『戦いなさい！そう、戦いなさい、私たちはそこへ行きます』と声をかけていた」。

11月23日、町の南部に配置されていた2人の哨兵が待ち伏せ攻撃を受け負傷した後、民兵委員会は黒人労働者とその家族数名を無差別に射殺し始め、推定35名（あるいはそれ以上）が殺害された。これは1887年11月23日の「ティボドー虐殺」と呼ばれる事件で、この事件は労働争議に関するものとしては、アメリカ史上2番目に血なまぐさい事件とされている。負傷者や行方不明者を含む死傷者は数百名に上ると主張する者もいるが、正確な数は確認されていない。
サトウキビ労働者は白人農園主の指示の下、プランテーションに戻った。19世紀末にルイジアナ州で起きた虐殺とそれに続く有権者登録を困難にするという手段での黒人の参政権剥奪、そして民主党の白人たちによるジム・クロウ法の押しつけにより、サトウキビ労働者の労働組合は1940年代までの間、活動停止に追い込まれた。

## 地理
アメリカ合衆国国勢調査局によると、市の総面積は5.47平方マイル (14.2 km2)であり、その全てが陸地である。

### 気候
| ルイジアナ州ティボドー（1991–2020年 通常値、異常値 1893年–現在)の気候 | ルイジアナ州ティボドー（1991–2020年 通常値、異常値 1893年–現在)の気候 | ルイジアナ州ティボドー（1991–2020年 通常値、異常値 1893年–現在)の気候 | ルイジアナ州ティボドー（1991–2020年 通常値、異常値 1893年–現在)の気候 | ルイジアナ州ティボドー（1991–2020年 通常値、異常値 1893年–現在)の気候 | ルイジアナ州ティボドー（1991–2020年 通常値、異常値 1893年–現在)の気候 | ルイジアナ州ティボドー（1991–2020年 通常値、異常値 1893年–現在)の気候 | ルイジアナ州ティボドー（1991–2020年 通常値、異常値 1893年–現在)の気候 | ルイジアナ州ティボドー（1991–2020年 通常値、異常値 1893年–現在)の気候 | ルイジアナ州ティボドー（1991–2020年 通常値、異常値 1893年–現在)の気候 | ルイジアナ州ティボドー（1991–2020年 通常値、異常値 1893年–現在)の気候 | ルイジアナ州ティボドー（1991–2020年 通常値、異常値 1893年–現在)の気候 | ルイジアナ州ティボドー（1991–2020年 通常値、異常値 1893年–現在)の気候 | ルイジアナ州ティボドー（1991–2020年 通常値、異常値 1893年–現在)の気候 |
| 月                                                                    | 1月                                                                   | 2月                                                                   | 3月                                                                   | 4月                                                                   | 5月                                                                   | 6月                                                                   | 7月                                                                   | 8月                                                                   | 9月                                                                   | 10月                                                                  | 11月                                                                  | 12月                                                                  | 年                                                                    |
| --------------------------------------------------------------------- | --------------------------------------------------------------------- | --------------------------------------------------------------------- | --------------------------------------------------------------------- | --------------------------------------------------------------------- | --------------------------------------------------------------------- | --------------------------------------------------------------------- | --------------------------------------------------------------------- | --------------------------------------------------------------------- | --------------------------------------------------------------------- | --------------------------------------------------------------------- | --------------------------------------------------------------------- | --------------------------------------------------------------------- | --------------------------------------------------------------------- |
| 最高気温記録 °F （°C）                                                | 87 (31)                                                               | 88 (31)                                                               | 93 (34)                                                               | 94 (34)                                                               | 99 (37)                                                               | 102 (39)                                                              | 104 (40)                                                              | 105 (41)                                                              | 100 (38)                                                              | 99 (37)                                                               | 92 (33)                                                               | 90 (32)                                                               | 105 (41)                                                              |
| 平均最高気温 °F （°C）                                                | 63.8 (17.7)                                                           | 67.9 (19.9)                                                           | 73.9 (23.3)                                                           | 79.4 (26.3)                                                           | 86.0 (30)                                                             | 90.5 (32.5)                                                           | 92.0 (33.3)                                                           | 92.1 (33.4)                                                           | 88.8 (31.6)                                                           | 81.8 (27.7)                                                           | 72.7 (22.6)                                                           | 66.3 (19.1)                                                           | 79.6 (26.4)                                                           |
| 日平均気温 °F （°C）                                                  | 54.2 (12.3)                                                           | 58.2 (14.6)                                                           | 63.9 (17.7)                                                           | 69.6 (20.9)                                                           | 76.6 (24.8)                                                           | 81.9 (27.7)                                                           | 83.6 (28.7)                                                           | 83.5 (28.6)                                                           | 79.9 (26.6)                                                           | 71.4 (21.9)                                                           | 62.2 (16.8)                                                           | 56.4 (13.6)                                                           | 70.1 (21.2)                                                           |
| 平均最低気温 °F （°C）                                                | 44.5 (6.9)                                                            | 48.5 (9.2)                                                            | 53.8 (12.1)                                                           | 59.7 (15.4)                                                           | 67.3 (19.6)                                                           | 73.2 (22.9)                                                           | 75.2 (24)                                                             | 74.9 (23.8)                                                           | 71.1 (21.7)                                                           | 60.9 (16.1)                                                           | 51.8 (11)                                                             | 46.5 (8.1)                                                            | 60.6 (15.9)                                                           |
| 最低気温記録 °F （°C）                                                | 10 (−12)                                                              | 6 (−14)                                                               | 23 (−5)                                                               | 30 (−1)                                                               | 34 (1)                                                                | 50 (10)                                                               | 59 (15)                                                               | 57 (14)                                                               | 37 (3)                                                                | 27 (−3)                                                               | 20 (−7)                                                               | 9 (−13)                                                               | 6 (−14)                                                               |
| 降水量 inch （mm）                                                    | 5.76 (146.3)                                                          | 4.38 (111.3)                                                          | 4.85 (123.2)                                                          | 4.94 (125.5)                                                          | 5.91 (150.1)                                                          | 8.67 (220.2)                                                          | 8.41 (213.6)                                                          | 8.48 (215.4)                                                          | 5.96 (151.4)                                                          | 4.72 (119.9)                                                          | 3.80 (96.5)                                                           | 5.25 (133.4)                                                          | 71.13 (1,806.7)                                                       |
| 平均降水日数 （≥0.01 in）                                             | 12.5                                                                  | 9.6                                                                   | 9.1                                                                   | 8.3                                                                   | 8.9                                                                   | 14.6                                                                  | 17.5                                                                  | 15.8                                                                  | 11.4                                                                  | 8.3                                                                   | 7.9                                                                   | 10.2                                                                  | 134.1                                                                 |
| 出典：NOAA                                                            |                                                                       |                                                                       |                                                                       |                                                                       |                                                                       |                                                                       |                                                                       |                                                                       |                                                                       |                                                                       |                                                                       |                                                                       |                                                                       |

## 人口動態
| 人種                                            | 人数  | 比率   |
| ----------------------------------------------- | ----- | ------ |
| 白人 (非ヒスパニック)                           | 8,580 | 53.8%  |
| 黒人またはアフリカ系アメリカ人 (非ヒスパニック) | 6,057 | 37.98% |
| ネイティブ・アメリカン                          | 87    | 0.55%  |
| アジア人                                        | 116   | 0.73%  |
| 太平洋諸島系                                    | 5     | 0.03%  |
| その他/混血                                     | 364   | 2.28%  |
| ヒスパニックまたはラテン系                      | 739   | 4.63%  |

チャールズ・C・エルキンズ・ホールは、ティボドーに存在するルイジアナ州ラフォーシュ郡の国家歴史登録財リストに登録された28の場所の一つ

2020年国勢調査の時点で、市内には15,948人、5,548世帯、2,965家族が居住している。
2000年の国勢調査時点において市内には14,431人、5,500世帯、3,355家族が居住していた。人口密度は2,636.8 inhabitants per square mile (1,018.1/km2)であった。住宅戸数は6,004戸で、平均密度は1,097.0 per square miles (423.6/km2)だった。市の人種構成は、白人が 64.04%、アフリカ系アメリカ人が 33.76%、ネイティブアメリカンが 0.37%、アジア人が 0.64%、太平洋諸島人が 0.02%、その他の人種が 0.26%、2つ以上の人種混血が 0.90%でした。ヒスパニック またはいずれかの人種の ラテン系は 1.03%だった。
5,500世帯のうち、18歳未満の子供が同居している世帯は29.7%、夫婦同居世帯は38.1%、女性が世帯主で夫がいない世帯は19.4%、非家族世帯は39.0%であった。全世帯の31.1%は単身世帯であり、11.5%は65歳以上の単身世帯であった。平均世帯人員は2.42人、平均家族人員は3.10人であった。
市内の人口は年齢層で見ると分散しており、18歳未満が24.6%、18歳から24歳が17.3%、25歳から44歳が25.1%、45歳から64歳が18.9%、65歳以上が14.1%となっている。年齢の中央値は31歳である。女性100人に対して男性は85.9人、18歳以上の女性100人に対して男性は79.3人となっている。
市内の世帯収入の中央値は26,697ドル、家族収入の中央値は36,551ドルであった。男性の中央値は31,464ドル、女性は21,144ドルとなっている。市の1人当たりの所得は16,966ドルである。世帯の約20.6%と人口の25.1%が貧困線を下回っており、これには18歳未満の36.3%と65歳以上の18.2%が含まれる。

## 芸術と文化

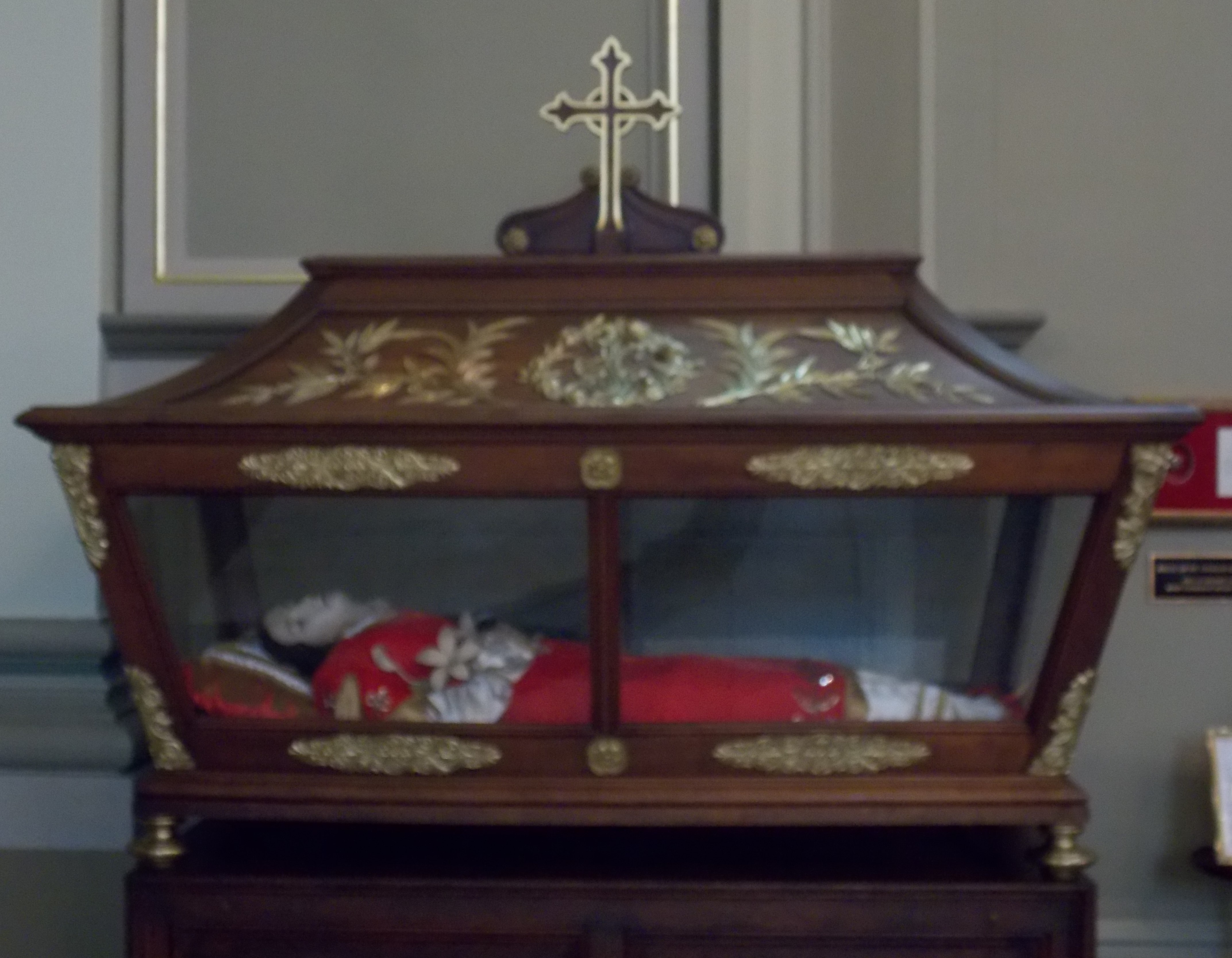
聖ジョセフ共同大聖堂内の聖ヴァレリーの遺物箱

ティボドーにおけるローマカトリックの守護聖人は、初期キリスト教の殉教者である聖ヴァレリーと、同じく殉教者である彼女の夫、ミラノの聖ヴィタリスである。聖ヴァレリーの等身大の遺物箱には腕の骨が収められており、1868年にティボドーに運ばれ、ティボドーの聖ジョセフ共同大聖堂にある聖ヴァレリーの廟に展示されている。これよりも小さな聖ヴィタリスの遺物が収められ遺物箱は、聖ヴァレリーの遺物箱のそばに展示されている。聖ヴァレリーは伝統的に、ティボドーをハリケーンから守る祈りの対象とされてきた。
19世紀の著名なアイルランドの愛国者で、詩人、医師であったリチャード・ダルトン・ウィリアムズは、1862年にティボドーで結核のため亡くなり、セント・ジョセフ墓地に埋葬されている。彼の墓石は、当時ティボドーに駐屯していた第8ニューハンプシャー義勇歩兵連隊のアイルランド人隊員によって同年に建立された。ミシシッピ州出身の著名なブルース・ミュージシャン、ギター・スリムはニューオーリンズを拠点に活動し、しばしばティボドーで演奏を行なった。彼が埋葬されたのは、市内のモーゼス・アレン・チャペル・カルヴァリー墓地である。彼のマネージャーのホージー・ヒルもティボドー在住であった。ルイジアナ州知事を2期務めたフランシス・T・ニコルズは、ジャクソン通りにある聖公会墓地に埋葬されている。

## 政治
ティボドー市長は全市区から選出され、ケヴィン・クレメントが現在市長を務めている。市議会は7名で構成され、5つの小選挙区と2つの全市区議員から選出される。ティボドーは、郡議会の第 1、2、3、4 地区に属する。
ルイジアナ州議会では現在、第55選挙区選出のブライアン・フォンテノー下院議員（共和党、ティボドー選出）とブレット・アラン上院議員（共和党、ジーネレット選出）がティボドーの代表を務めている。アメリカ合衆国連邦議会においては、ギャレット・グレイヴス下院議員（共和党、バトンルージュ選出）、ビル・キャシディ上院議員（共和党、バトンルージュ選出）、およびジョン・ニーリー・ケネディ上院議員（共和党、マディソンヴィル選出）によって代表されている。
ルイジアナ州少年司法局はティボドーに現地事務所を構える。
米国郵便公社がティボドー郵便局を運営している。
ティボドーの郵便番号（ZIPコード）は70301、70302、および70310である。ティボドーの市外局番は985である。

## 教育
ティボドーの住民は、ラフォーシュ郡公立学校の学区に属する。
学区下の小学校には以下の学校が含まれる：
- C.M.ワシントン小学校
- ティボドー小学校
- W.S.ラファーグ小学校

学区下の中学校には以下の学校が含まれる：
- イースト・ティボドー中学校
- ウェスト・ティボドー中学校
- シックス・ウォード中学校

ティボドーの住民はティボドー高校の学区に属する。1950年から1968年まで、C.M.ワシントン高校はティボドーにおけるアフリカ系アメリカ人のための人種隔離公立学校として機能した。
ホーマ・ティボドー教区下ローマカトリックの学校には以下の学校がある：
- エドワード・ダグラス・ホワイト・カトリック高校
- 聖ジェネヴィーヴ・カトリック小学校
- 聖ジョセフ・カトリック小学校

大学：
- ニコルズ州立大学

ラフォーシュ郡は、フレッチャー・テクニカル・コミュニティ大学の教育サービス提供地域である。

## メディア
地元紙としては「デイリー・コメット」がある。1889年に「ラフォーシュ・コメット」として創刊されている。1979年から2011年の期間はニューヨーク・タイムズであった。その後、同社はデイリー・コメットを含む他の地方紙をハリファックス・メディア・グループへ売却した。 ティボドーでは、ケーブルテレビとインターネットのサービス提供者として、リザーヴ・テレコミュニケーションズ、AT&T、チャーター・スペクトラムが存在する。

## 歌われた楽曲
- ハンク・ウィリアムズの楽曲「ジャンバラヤ」の歌詞には、ティボドーの都市名と姓が登場する[26]
- 1972年のレオン・ラッセルの楽曲「Cajun Love Song」の歌詞にティボドーが歌われている[27]
- ジェリー・リードの「Amos Moses」(1970年)、ジョージ・ストレイトの「Adalida」(1994年)、ダン・ベアードの「Dixie Beauxderaunt」(1992年)、ジミー・バフェットの「I Will Play For Gumbo」(1999年)、トビー・キースの「Creole Woman」(2008年)といった楽曲にもティボドーが歌詞に登場する。
- クリス・スミザーは2024年に「Down In Thibodaux」という曲をリリースしている。（アルバム『All About Bones』収録）[28]
- ブギウギ・ピアノ奏者で歌手のマーシャ・ボールは、2001年のアルバム『Presumed Innocent』の中で「Thibodaux, Louisiana」という曲を演奏している[29]

## 著名人
- ブラクストン・ブラッグ (1817年 - 1876年) - アメリカ陸軍の職業軍人。バイユー・ラフォーシュで農園を経営した
- トーマス・クラウゼン (1939年 - 2002年)、ニコルズ州立大学教授(1967年 - 1972年)。ルイジアナ州教育長(1984年 - 1988年)[30]
- デミアン・ジョンソン (1987年 -  ) - プロバスケットボール選手。bjリーグの大分ヒートデビルズにbjリーグ 2010-11シーズンの間在籍した[31]。
- ジョン・ロビショー (1866年 - 1939年)  - ジャズ・ミュージシャン[32]
- エドワード・ダグラス・ホワイト (1845 - 1921年) - 政治家、法学者。合衆国最高裁判所の9代目長官[33]